# Saumschlag
Der Saumschlag bezeichnet in der Forstwirtschaft ein Ernteverfahren zur Verjüngung des Waldes. Dabei werden zunächst nur Teilflächen in Streifenform verjüngt, um bewusst Baumarten mit bestimmten ökologischen Ansprüchen zu fördern. Säume (Saum= Randbereich eines Waldes) mit Breiten von 30 bis 50 Meter werden in Abständen von fünf bis zehn Jahren hintereinander kahlgeschlagen. Grundsätzlich ist der Zeitraum, in dem der Saum vorangetrieben wird, abhängig von dem Einschlagbedarf des jeweiligen Betriebes und von dem Voranschreiten der natürlichen Verjüngung.
Die kahlgeschlagenen Säume können entweder mittels Naturverjüngung, jedoch auch mittels Pflanzung neu aufgeforstet werden.
Weitere kombinierte Verjüngungsverfahren des Saumschlags sind der Saumschirmschlag und der Saumfemelschlag.

## Geschichte
Die Verjüngungsform im Randbereich eines Waldes war schon in der Vergangenheit gelegentlich praktiziert worden. Der württembergische Forstmann Christof Wagner (1912) nutzte diese Verjüngungsform jedoch zum ersten Mal intensiver und entwickelte daraus zum ersten Mal ein in sich geschlossenes waldbauliches System, den „Blendersaumschlag“.

## Verjüngungsziel
Mit dem Verfahren können Mischbestände aus Schatt-, Halbschatt-, und Lichtbaumarten verjüngt werden unter Beachtung der räumlichen Ordnung zur Vermeidung von Fällungs- und Rückeschäden.

## Ökologische Bedingungen
Durch die saumartigen Kahlschläge sind die Verjüngungsflächen noch durch eine Seite des Waldes vor unterschiedlichen Wetterbedingungen geschützt. Die Wirkung des seitlichen Schutzes hängt selbstverständlich stark vom Großklima, von der Geländegestalt, von der Höhe des vorgelagerten Bestandes und den ihn bildenden Baumarten, von der Breite des Saumes und von dessen Orientierung im Gelände ab.
Ein Verjüngungssaum in südwestlicher Richtung ist einer deutlich höheren Strahlungs- und Windeinwirkung ausgesetzt, als ein Saum in Richtung Nordosten. Um den negativen Einflüssen der Sonne und des Windes zu entgehen, wird der Saumschlagbetrieb von Norden, Nordosten und Osten her durchgeführt.
Innerhalb des kahlgeschlagenen Saumes lassen sich drei Zonen unterscheiden. Zum einen die Zone unmittelbar am Waldrand des Altholzes, welche gut vor Sonne und Wind geschützt ist, und somit geeignet ist für Schattenbaumarten. Zum anderen die darauf folgende Zone als mittlere Fläche des kahlgeschlagenen Saumes, in der die Jungpflanzen schon deutlich mehr der Sonne und dem Regen ausgesetzt sind, jedoch immer noch vor Wind geschützt sind und einer verminderten Frostgefahr ausgesetzt sind. Die letzte Zone, im äußersten Bereich des Saums, gleicht hingegen stark den Verhältnissen einer Freifläche. Diese Zone ist besonders gut für Lichtbaumarten, frostharte und raschwüchsige Holzarten geeignet.
Die erste Zone bildet den Innensaum und die dritte Zone den Außensaum eines Saumschlags.

## Vor- und Nachteile
Nach Burschel und Huss wird der Saumschlag folgendermaßen gewertet:

### Vorteile
- Es bildet sich eine sehr übersichtliche Schlag- und Waldordnung heraus
- Der jährliche Holzanfall ist gleichmäßig und unschwer zu realisieren
- Im Verlauf des Ernte- und Verjüngungsprozess haben Baumarten mit unterschiedlichen lichtökologischen Eigenarten Chancen anzukommen und sich zu entwickeln
- Kahlflächen mit ihren Nachteilen werden vermieden
- Bei richtiger Wahl der Saumrichtung bleibt die Sturmgefahr auf Saumschlägen gering, weil in dem saumvorgelagerten Teil des Bestandes keine wesentlichen Aufrauungen des Kronendaches erfolgen.

### Nachteile
- Dem Verfahren haftet etwas Schematisches an, das optisch stark in Erscheinung tritt
- Größere Bestandeskomplexe müssen durch mehrere Anhiebslinien unterteilt werden. Ist ein schneller Hiebsfortschritt geplant, so wird die Zahl solcher Linien sehr groß, aber auch bei sehr langsamem Fortschritt ist sie noch erheblich.
- Sollen bereits hiebsreife Bestände auf diese Weise behandelt werden, so ist entweder ein sehr schneller Hiebsfortschritt erforderlich, mit dem unter Umständen das Ankommen der Verjüngung nicht Schritt hält, oder es kommt zur Überalterung in den am längsten gehaltenen Bestandesteilen
- Wird zur Vermeidung von Überalterung bereits in noch nicht hiebsreifen Beständen mit der Einlegung von Säumen begonnen, so müssen Zuwachsverluste hingenommen werden
- Die Flexibilität gegenüber Fluktuation des Holzmarktes oder aus Notsituationen geborenen Überhieben ist gering, da jede Veränderung des Hiebsfortschrittes die Kontinuität der Verjüngung gefährdet, Bei Überhieben wirkt sich das stärker aus als bei Einschlagszurückhaltung